# 333050 Olds
333050 Olds este o planetă minoră (asteroid) din centura de asteroizi. A fost descoperită pe 11 martie 2005 la Mount Lemmon⁠(d) de Mount Lemmon Survey⁠(d). 
Obiectul prezintă o orbită caracterizată de o semiaxă mare de 2,5981264488224 UAi, o excentricitate de 0,074306726205893, o înclinație de 11,619348114255 ° în raport cu ecliptica.